# Robert Kriechbaumer
Robert Kriechbaumer (* 14. Oktober 1948 in Wels, Oberösterreich; † 25. Juni 2024 in Salzburg) war ein österreichischer Historiker und Politologe, der sich hauptsächlich mit der politischen Geschichte Österreichs im 20. Jahrhundert und der Geschichte des Landes Salzburg befasste. Er lehrte an der Pädagogischen Hochschule Salzburg.

## Leben
Robert Kriechbaumer studierte Geschichte, Philosophie, Psychologie und Politikwissenschaft in Salzburg und München; in diese Zeit fiel im Herbst 1969 ein studienbezogener Aufenthalt am österreichischen Kulturinstitut in Rom. Nach seiner Promotion 1973 zum Dr. phil. und Sponsion zum Mag. phil. an der Universität Salzburg war er bis 1976 Generalsekretär des Katholischen Hochschulwerkes und der Salzburger Hochschulwochen. Von 1974 bis 2001 war er Lehrer am Bundesoberstufenrealgymnasium (Akademiestraße 21) in Salzburg für die Fächer Geschichte und Philosophie/Psychologie. In den Jahren 1982 und 1983 war er am Institut für Neuere Geschichte der Universität München und am Geschwister-Scholl-Institut für politische Wissenschaften der Universität München tätig. 
Seit 1978 war Kriechbaumer Mitglied der Prüfungskommission für das Lehramt an Hauptschulen, Sonderschulen und Polytechnischen Lehrgängen sowie für die Lehrbefähigungsprüfung an Volksschulen. Mit einer Schrift über Österreichs Innenpolitik in den ersten fünf Jahren der Kanzlerschaft Bruno Kreiskys (1970–1975) habilitierte er sich 1982 an der Universität Salzburg für das Fach Neuere Österreichische Geschichte mit besonderer Berücksichtigung der Geschichte der Zweiten Republik. Ab 1982 lehrte er an der Pädagogischen Akademie des Bundes in Salzburg im Fachbereich Geschichte. Bis 2005 war er Geschäftsführer der „Salzburg-Kommission“. Im Jahre 2001 wurde er zum Außerordentlichen Univ. Prof. für Neuere Österreichische Geschichte und zum Lehrer an Pädagogischen Akademien (LPA-Professor) für Geschichte und Politische Bildung an der Pädagogischen Akademie des Bundes/Pädagogische Hochschule in Salzburg ernannt. Seit 1. Dezember 2013 war er im Ruhestand, setzte jedoch seine Lehrtätigkeit mittels Lehrauftrag bis 30. Juni 2014 fort.
Kriechbaumer starb am 25. Juni 2024 nach schwerer Krankheit.

## Mitgliedschaften in wissenschaftlichen Gremien
- seit 1988: Mitglied des Beirates des „Salzburger Jahrbuchs für Politik“
- seit 1993: wissenschaftlicher Leiter der Dr.-Wilfried-Haslauer-Bibliothek, Forschungsinstitut für historisch-politische Studien
- 1997–2005: geschäftsführender Vorsitzender des wissenschaftlichen Beirats des Dr.-Herbert-Batliner-Europainstituts
- 2000–2003: Mitglied des Forschungsbeirates beim Bundesministerium für Bildung, Wissenschaft und Kultur gemäß § 24 Akademie-Studiengesetz
- 2003–2007: Mitglied des Forschungsausschusses der Bundesleitungskonferenz für den Bereich der Pädagogischen Akademien Österreichs
- 2004–2010: Mitglied der Militärhistorischen Denkmalkommission beim Bundesministerium für Landesverteidigung
- seit 2011: Mitglied des Leitungsgremiums der Plattform zeithistorische Archive
- seit 2017: Mitglied des Wissenschaftlichen Beirats des Salzburger Jahrbuchs für Politik

## Wissenschaftliche Preise/Auszeichnungen/Ehrungen
Kriechbaumer war Stipendiat der Görres-Gesellschaft 1976–1979, der Konrad-Adenauer-Stiftung 1980 und der Alexander-von-Humboldt-Stiftung 1982–1983. Zudem erhielt er:
- 1979: Leopold-Kunschak-Preis
- 1985: Karl-von-Vogelsang-Staatspreis für Geschichte der Gesellschaftswissenschaften
- 2004: Silbernes Ehrenzeichen des Landes Salzburg
- 2008: Österreichisches Ehrenkreuz für Wissenschaft und Kunst
- 2014: Österreichisches Ehrenkreuz für Wissenschaft und Kunst I. Klasse
- 2017: Ehrenzeichen des Landes Salzburg

## Veröffentlichungen

### Monographien
- Österreichs Innenpolitik 1970–1975. Wien/München 1981.
- mit Hellmut Andics, Viktor Ergert: 50 Jahre Rundfunk in Österreich. Band IV: 1967–1974. Salzburg/Wien 1985.
- Von der Illegalität zur Legalität. Die ÖVP im Jahr 1945. Politische und geistesgeschichtliche Aspekte des Entstehens der Zweiten Republik. Wien 1985.
- Alfons Gorbach. Ein Mann des Ausgleichs. Wien 1987.
- Parteiprogramme im Widerstreit der Interessen. Die Programmdiskussionen und die Programme von ÖVP und SPÖ 1945˜1986. Wien/München 1990.
- mit Rudolf G. Ardelt u. a.: Lesebücher zur Geschichte Salzburgs im 20. Jahrhundert. 3 Bände.
  - Von der Monarchie zum Anschluß. Salzburg 1993.
  - Nationalsozialismus und Krieg. Salzburg 1993.
  - Vom Wiederaufbau zum Wirtschaftswunder. Salzburg 1994.
- Von der Lagerstraße zum Ballhausplatz. Quellen zur Gründungs- und Frühgeschichte der ÖVP 1945–1949. Salzburg 1995.
- Die großen Erzählungen der Politik. Politische Kultur und Parteien in Österreich von der Jahrhundertwende bis 1945. Wien/Köln/Weimar 2001.
- Ein Vaterländisches Bilderbuch. Propaganda, Selbstinszenierung und Ästhetik der Vaterländischen Front 1933–1938. Wien/Köln/Weimar 2002.
- Die Landeshauptleute Salzburgs nach 1945. Salzburg 2002.
- Die Ära Kreisky. Österreich 1970–1983. In der wissenschaftlichen Analyse, aus der Sicht der Opposition und in Karikaturen von Ironimus. Wien/Köln/Weimar 2004.
- Zeitenwende. Die SPÖ-FPÖ-Koalition 1983–1987 in der historischen Analyse. Aus der Sicht der politischen Akteure und in Karikaturen von Ironimus. Böhlau Verlag, Wien 2008, ISBN 978-3-205-77770-0.
- Die Salzburger Festspiele 1960–1989. 2 Bände. Salzburg 2009.
- Die Salzburger Festspiele 1990–2001. Die Ära Mortier/Landesmann. Eine Chronik. Salzburg/Wien 2011.
- Die Salzburger Festspiele 1990–2001. Die Ära Mortier/Landesmann. Ihre Geschichte. Salzburg/Wien 2012.
- Umstritten und prägend. Kultur- und Wissenschaftsbauten in der Stadt Salzburg 1986–2011. Wien/Köln/Weimar 2012.
- Zwischen Österreich und Großdeutschland. Eine politische Geschichte der Salzburger Festspiele 1933–1944. Wien/Köln/Weimar 2013.
- Die Salzburger Festspiele. Eine Chronik 2002–2011. Salzburg/Wien 2013.
- Die Salzburger Festspiele. Ihre Geschichte von 2002–2011. Das Direktorium Peter Ruzicka, Jürgen Flimm, Markus Hinterhäuser, Helga Rabl-Stadler, Gerbert Schwaighofer. Salzburg/Wien 2013.
- „… ständiger Verdruss und viele Verletzungen.“ Die Regierung Klima/Schüssel und die Bildung der ÖVP-FPÖ-Regierung. Österreich 1997–2000. Wien/Köln/Weimar 2014.
- „Es reicht!“. Die Regierung Gusenbauer - Molterer. Österreich 2007/2008. 1. Auflage. Böhlau, Wien 2016, ISBN 978-3-205-20252-3.
- Nur ein Zwischenspiel (?). Die Geschichte der Grünen in Österreich. Von den Anfängen bis 2017. Wien/Köln/Weimar 2018.
- „Salzburg hat seine Cosima“. Lilli Lehmann und die Salzburger Musikfeste. Wien/Köln/Weimar 2021.
- Politiker und Impresario. Landeshauptmann Dr. Franz Rehrl und die Salzburger Festspiele. Wien/Köln/Weimar 2021.

### Herausgeber
- Konservativ. Chance und Zukunft. Neue Aspekte für Politik, Kultur und Weltanschauung. Innsbruck/Wien/München 1979.
- mit Franz Schausberger: Volkspartei – Anspruch und Realität. Zur Geschichte der ÖVP seit 1945. Wien/Köln/Weimar 1995.
- mit Ernst Hanisch: Salzburg. Zwischen Globalisierung und Goldhaube. Wien/Köln/Weimar 1997.
- Liebe auf den zweiten Blick. Landes- und Österreichbewußtsein seit 1945. Wien/Köln/Weimar 1998.
- Österreichische Nationalgeschichte nach 1945. Die Spiegel der Erinnerung: Die Sicht von innen. Band 1. Wien/Köln/Weimar 1998.
- Die Ära Josef Klaus. Österreich in den „kurzen“ sechziger Jahren. Band 1: Dokumente. Wien/Köln/Weimar 1998.
- Die Ära Josef Klaus. Österreich in den „kurzen“ sechziger Jahren. Band 2: Die Sicht der Zeitgenossen. Wien/Köln/Weimar 1999.
- Österreich und Europa. Beiträge zu Geschichte und Politik der europäischen Einigung um die Jahrtausendwende. Wien 2000.
- mit Oswald Panagl: Wahlkämpfe. Sprache und Politik. Wien/Köln/Weimar 2002.
- Der Geschmack der Vergänglichkeit. Jüdische Sommerfrische in Salzburg. Wien/Köln/Weimar 2002.
- Österreich! und Front Heil! Aus den Akten des Generalsekretariats der Vaterländischen Front. Innenansichten eines Regimes. Wien/Köln/Weimar 2005.
- mit Manfried Rauchensteiner: Die Gunst des Augenblicks. Neuere Forschungen zu Staatsvertrag und Neutralität. Wien/Köln/Weimar 2005.
- „Dieses Österreich retten …“. Die Protokolle der Parteitage der Christlichsozialen Partei in der Ersten Republik. Wien/Köln/Weimar 2006.
- mit Peter Bußjäger: Das Februarpatent 1861. Zur Geschichte und Zukunft der österreichischen Landtage. Wien/Köln/Weimar 2011.
- mit Franz Schausberger: Die umstrittene Wende. Österreich 2000–2006. Wien/Köln/Weimar 2012.
- mit Maria Mesner, Michaela Maier, Helmut Wohnout: Parteien und Gesellschaft im Ersten Weltkrieg. Das Beispiel Österreich-Ungarn. Wien/Köln/Weimar 2014.
- Neues aus dem Westen. Aus den vertraulichen Berichten der Sicherheitsdirektion und der Bundespolizeidirektion Salzburg an das Innenministerium 1945 bis 1955. Wien/Köln/Weimar 2016.
- mit Wolfgang Mueller, Erwin A. Schmidl: Politik und Militär im 19. und 20. Jahrhundert. Österreichische und europäische Aspekte. Festschrift für Manfried Rauchensteiner. Wien/Köln/Weimar 2017.
- mit Richard Voithofer: Politik im Wandel. Der Salzburger Landtag im Chiemseehof 1868–2018. 2 Bände. Wien/Köln/Weimar 2018.
- mit Michaela Maier, Maria Mesner, Helmut Wohnout: Die junge Republik. Österreich 1918/19. Wien/Köln/Weimar 2018.
- Die Dunkelheit des politischen Horizonts. Salzburg 1933 bis 1938 in den Berichten der Sicherheitsdirektion (= Schriftenreihe des Forschungsinstituts für politisch-historische Studien der Dr.-Wilfried-Haslauer-Bibliothek, Salzburg. Band 70,1–3).
  - Band 1: Gewitterwolken. Vom März 1933 bis Februar 1934. Wien/Köln/Weimar 2019.
  - Band 2: Donnergrollen. Vom Februar 1934 bis Juli 1936. Wien/Köln/Weimar 2020.
  - Band 3: Der Sturm bricht los. Vom Juli 1936 bis März 1938. Wien/Köln/Weimar 2020.